# Henrique Pereira de Lucena
Henrique Pereira de Lucena, primeiro e único Barão de Lucena (Bom Jardim, 27 de maio de 1835 — Rio de Janeiro, 10 de dezembro de 1913), foi um político e magistrado brasileiro. Começou sua carreira como delegado no Recife. Durante 50 anos foi uma pessoa pública, trabalhou em funções administrativas e políticas relevantes como: presidente das províncias de Pernambuco, Bahia, Rio Grande do Norte e Rio Grande do Sul; ministro de Estado; desembargador; juiz do Supremo Tribunal Federal; deputado, ainda exerceu a presidência da Câmara dos Deputados durante a aprovação da Lei Áurea, de 13 de maio de 1888.

## Biografia
Lucena nasceu em terras dos engenhos Fortaleza e Boa Esperança, na antiga comarca de Limoeiro, atual município de Bom Jardim. Filho do coronel Henrique Pereira de Lucena, um dos heróis da Revolução Praieira com Antônia Barbosa da Silva. Casou-se em Pernambuco, no dia 25 de abril de 1869 com Zélia Sofia Carneiro Campelo, filha de José Carneiro Campelo e de Arcelina Xavier.
Estudou humanidades no Colégio Pedro II, no Rio de Janeiro, de 1846 a 1853, recebendo o diploma de bacharel em letras. Formou-se em ciências jurídicas e sociais na Faculdade de Direito do Recife, em 1858.
Era tio do 11º presidente do Brasil, Epitácio Pessoa, e foi quem o criou devido ao fato de que Epitácio ficou órfão aos sete anos de idade.
Era o tio-avô do 11º e 13º governador da Paraíba, Sólon de Lucena.
Era parente distante de, Humberto Lucena, Cícero Lucena e Mersinho Lucena.
Faleceu na sua residência situada na rua São Clemente, nº 158, no Rio de Janeiro.

### Carreira política

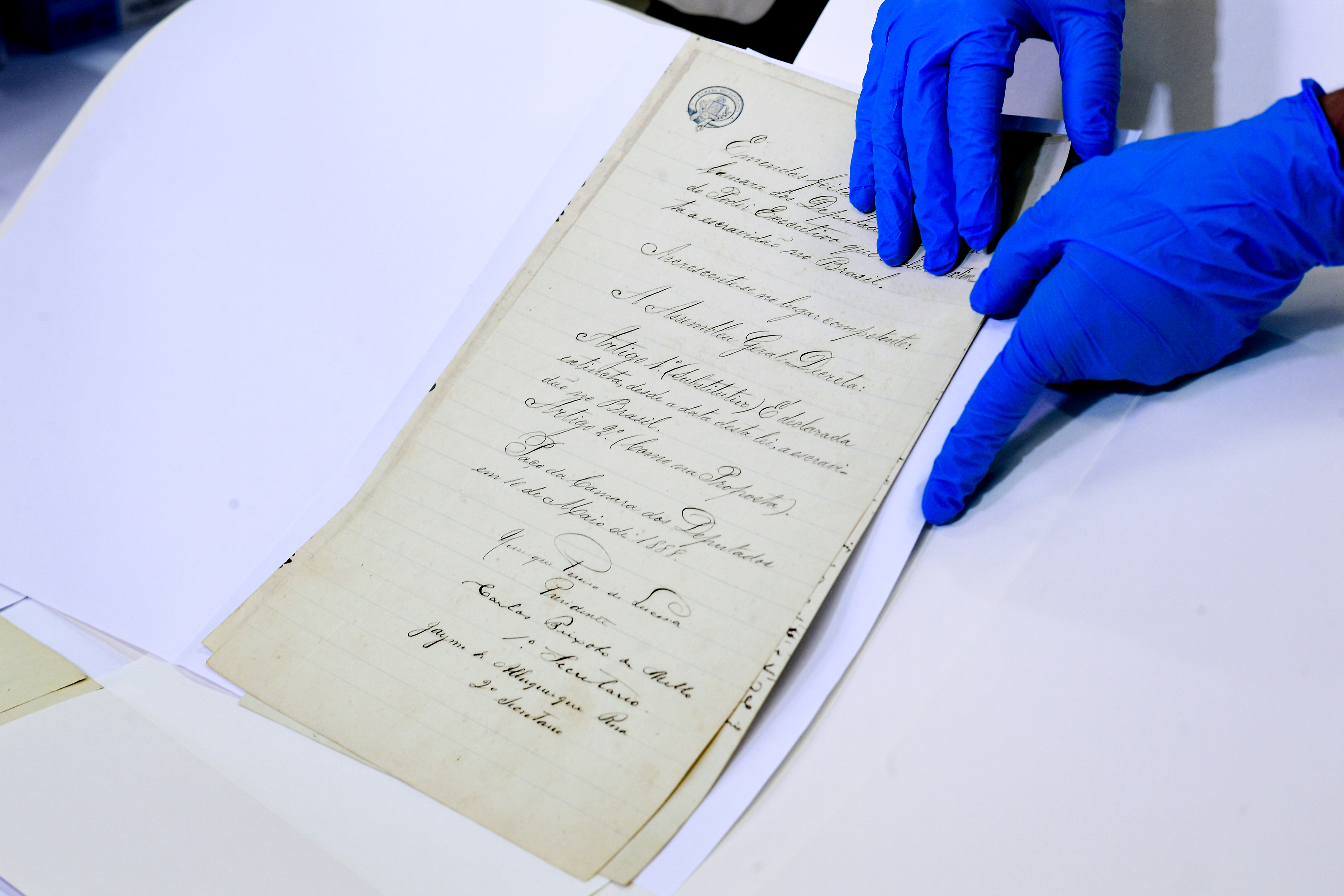
O projeto da Lei Áurea que fora aprovado na Câmara dos Deputados em 10 de maio de 1888 e enviado ao Senado com a assinatura de Lucena.

Começou sua carreira como delegado no Recife. Foi:
- presidente das províncias de Pernambuco (1872-1875), Bahia (1877-1878),[8] Rio Grande do Norte (1872) e Rio Grande do Sul (1885-1886);
- ministro de Estado;
- desembargador;
- juiz do Supremo Tribunal Federal;
- deputado eleito por mais de uma legislatura; e
- Maçom proeminente, tendo a honra de ser presidente da Câmara dos Deputados que discutiu, votou e aprovou a Lei Áurea, de 13 de maio de 1888.

Durante o seu primeiro governo em Pernambuco, no período de 5 de novembro de 1872 a 10 de maio de 1875, realizou uma grande administração, que pode ser comparada com a do Conde da Boa Vista.
Entre as suas obras podem ser destacadas: a reforma do Farol de Olinda e do Campo das Princesas, atual Praça da República, onde se localiza o Palácio do Governo; a construção do Mercado de São José; a conclusão das obras do Teatro de Santa Isabel, que havia sido destruído por um incêndio, em 1869; a construção e conservação de estradas no interior do estado; a construção de açudes, pontes; o calçamento e alargamento de ruas; o lançamento da pedra fundamental do Hospício da Tamarineira.

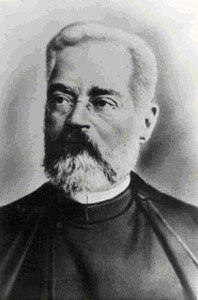
O barão de Lucena já na velhice

### Realizações
Preocupado com os serviços de comunicação, implantou um sistema de telégrafo submarino entre o Recife e a Europa, o Rio de Janeiro, a Bahia e o Pará.
Entre as suas obras podem ser destacadas: a reforma do Farol de Olinda e do Campo das Princesas, atual Praça da República, onde se localiza o Palácio do Governo; a construção do Mercado de São José; a conclusão das obras do Teatro Santa Isabel, que havia sido destruído por um incêndio, em 1869; a construção e conservação de estradas no interior do estado; a construção de açudes, pontes; o calçamento e alargamento de ruas; o lançamento da pedra fundamental do Hospício da Tamarineira, ainda hoje em funcionamento.
Criou a Escola Normal para expandir o ensino para mulheres, estabelecimento educacional que viria a competir com o conceituado Ginásio Pernambucano.
Contratou vários engenheiros e geólogos europeus para realizar estudos detalhados de mineralogia e geologia no interior e na área do porto do Recife, visando seu melhoramento.
Traçou uma política de incentivo e apoio para a modernização do parque açucareiro de Pernambuco.
Como juiz, criou a Comarca de Vila Bela, atual Serra Talhada, e se preocupou com a organização judiciária de Pernambuco.
Lucena enfrentou vários problemas políticos e fez muitos inimigos. Depois que deixou a administração de Pernambuco foi presidente das províncias da Bahia e do Rio Grande do Sul.
Convidado pelo então presidente da República, Deodoro da Fonseca, participou do seu ministério até quando este entregou o poder ao vice-presidente Floriano Peixoto.
Em 1890 exerceu pela segunda vez o governo de Pernambuco.
Lucena pensou em ocupar um cargo no Supremo Tribunal Federal, para o qual havia sido nomeado por Deodoro, porém Floriano Peixoto o aposentou, acabando praticamente com sua carreira política.
Recolheu-se à vida privada, mas durante algum tempo ainda exerceu grande influência na política pernambucana e nacional, caindo depois no ostracismo político.
Em 1910 apoiou Dantas Barreto contra Rosa e Silva, mas apesar da vitória do primeiro, Lucena já estava muito velho e doente, não tendo mais condições de atuar politicamente. Morreu de arteriosclerose, no dia 10 de dezembro de 1913, no Rio de Janeiro.